# Fulford (North Yorkshire)
Fulford è una cittadina con status di parrocchia civile della contea inglese del North Yorkshire (Inghilterra nord-orientale), situata nei pressi di York.

## Geografia fisica
Situata a sud della città di York e ad est del fiume Ouse, secondo il censimento del 2011 Fulford ha una popolazione di 2 785 abitanti.

## Storia
L'area su cui attualmente si trova la città è stata teatro della battaglia di Fulford nell'XI secolo.
La fondazione di Fulford avvenne attorno al 1795 quando vi venne costruita una caserma della cavalleria.
Fino al 1996 Fulford era parte del distretto di Selby; successivamente è diventata parte dell'area metropolitana della città di York.